# Kerkgebouw Nederlandse Protestantenbond (Dieren)

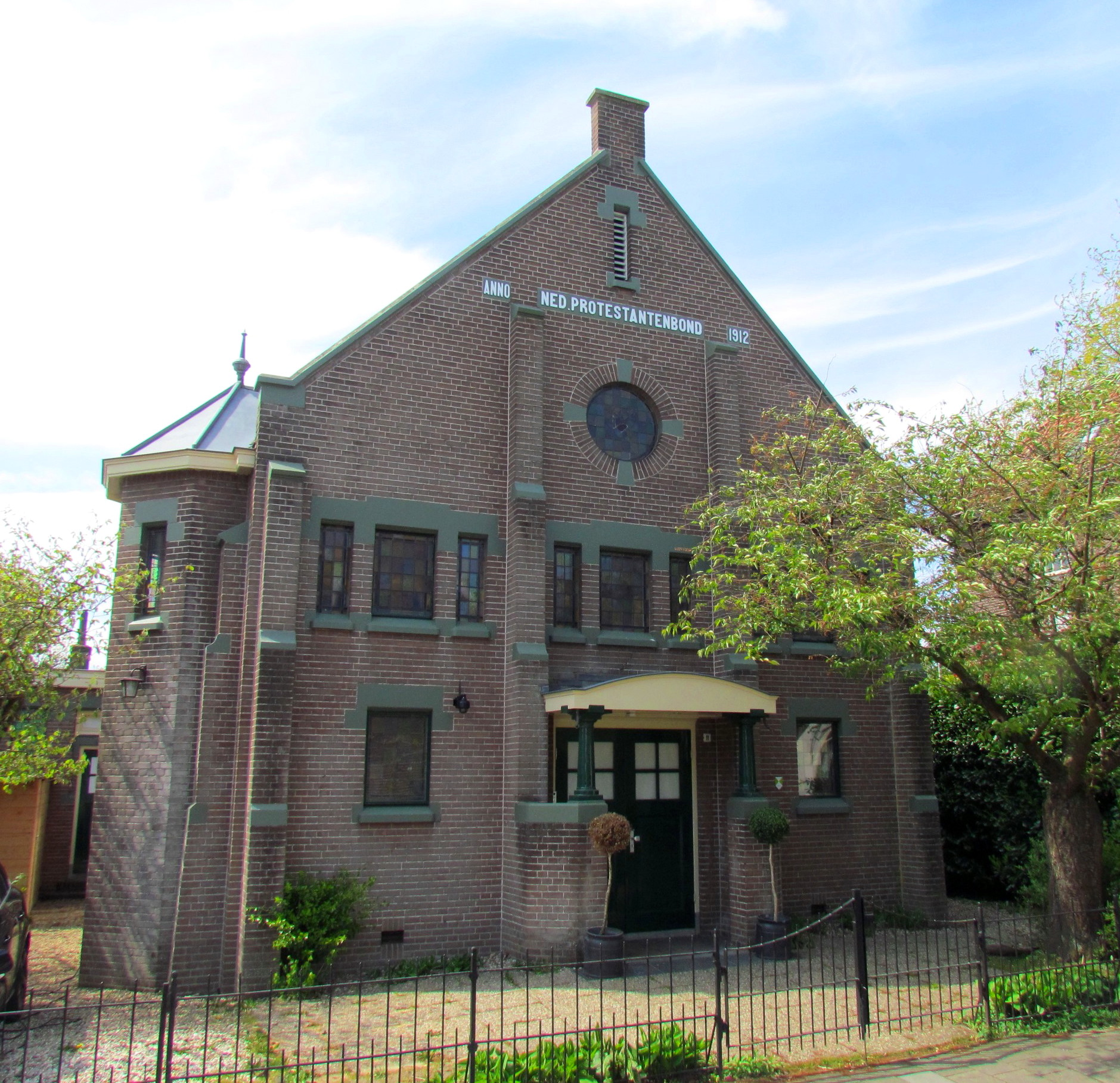
Het gebouw anno 2017

De voormalige kerk van de Nederlandse Protestanten Bond in Dieren in de Nederlandse gemeente Rheden is gelegen aan de Middelhovenstraat 11, vlak bij het treinstation.
Het kerkgebouw stamt uit 1912 en werd ontworpen en gebouwd door de Dierense timmerman/aannemer A.R. Schoonman en zijn zoon, de bouwkundige J.R. Schoonman. Het gebouw vertoont kenmerken van de stijl van Berlage. Het heeft een aantal hoge glas-in-loodramen in pasteltinten en een rond venster boven in de voorgevel met de symbolen van geloof, hoop en liefde. Het gebouw is een gemeentelijk monument.
Nadat de afdeling Dieren van de Nederlandse Protestanten Bond werd opgeheven, was het kerkgebouw niet meer in gebruik als kerk. Het werd in 2011 verkocht. Eind 2012 werd het de locatie van Tagore: ruimte voor kunst, debat en inspiratie. Dat centrum is begin 2015 gesloten en het kerkgebouw is sindsdien in gebruik als woonhuis.